# Preteksta

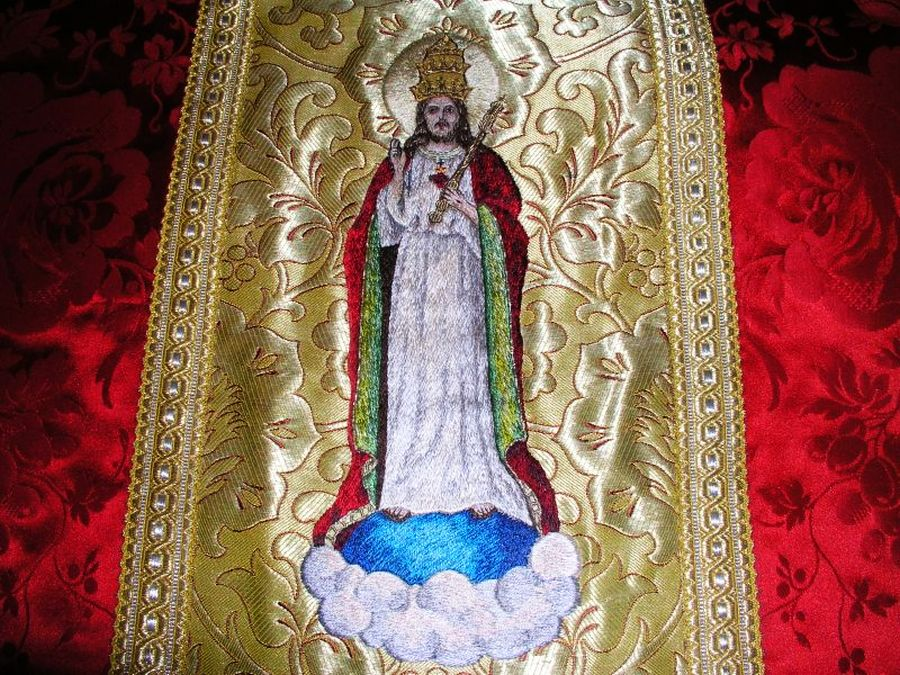
Preteksta ze złotogłowiu, oddzielona od masek ornatu galonami, pośrodku Chrystus Król. Rzymski ornat skrzypcowy z kościoła w Racławicach

Preteksta – kolumnowa lub krzyżowa, ozdobna część ornatu skrzypcowego i gotyckiego albo kapy, zwana kolumną (nazwa ta pochodzi od jej kształtu) i oddzielona od masek ornatu galonami. Często bardzo bogato haftowana.